# Liste der Baudenkmäler in Lohmar
Die Liste der Baudenkmäler in Lohmar enthält die denkmalgeschützten Bauwerke auf dem Gebiet der Stadt Lohmar im Rhein-Sieg-Kreis in Nordrhein-Westfalen (Stand: November 2018). Diese Baudenkmäler sind in der Denkmalliste der Stadt Lohmar eingetragen; Grundlage für die Aufnahme ist das Denkmalschutzgesetz Nordrhein-Westfalen (DSchG NRW).

| Bild                                                  | Bezeichnung                                           | Lage                                                          | Beschreibung | Bauzeit                                                                                             | Eingetragen seit | Denkmal- nummer |
| ----------------------------------------------------- | ----------------------------------------------------- | ------------------------------------------------------------- | --- | --------------------------------------------------------------------------------------------------- | ---------------- | --------------- |
| Wegekreuz Algert                                      | Wegekreuz Algert                                      | Inger Algerter Straße Ortseingang                             | Die bunt gefassten Schnitzereien des Arma-Christi-Kreuzes stellen die Passion Christi, symbolisiert durch die Leidenswerkzeuge, den Sündenfall Adams und Evas und den Tod des Judas dar. Das Kreuz wurde 1973 und 1986 restauriert. Nach einer vorübergehenden Entfernung konnte es 1989 wieder auf seinem ursprünglichen Platz aufgestellt werden. | um 1790, vermutlich errichtet von den damaligen Besitzern des heute „Haus Freiheit“ genannten Hofes | 1983             | 1               |
| weitere Bilder                                        | Burg Honrath                                          | Honrath Peter-Lemmer-Weg 2 Karte                              | | |                  | 2               |
|                                                       | Fachwerkhofanlage                                     | Halberg Grimberger Ring 9                                     | | |                  | 3               |
|                                                       | Honsbacher Mühle                                      | Honrath Honsbacher Straße 12                                  | | |                  | 4               |
| BW                                                    | Naafer Mühle                                          | Wahlscheid (Naafbachtal) 1 Karte                              | Diese ehemalige Wassermühle wurde erstmals um 1715 erwähnt. Das heute vorhandene Mühlengebäude wurde um 1800 errichtet. | 1800                                                                                                | 1980             | 5               |
|                                                       | Haus Broich                                           | Halberg Broicher Straße 20                                    | | |                  | 6               |
| Pastorat der Evangelischen Kirchengemeinde Wahlscheid | Pastorat der Evangelischen Kirchengemeinde Wahlscheid | Wahlscheid Pastoratsweg 5                                     | | |                  | 7               |
|                                                       | Haus Rottland                                         | Scheiderhöhe Sottenbacher Straße 12                           | | |                  | 8               |
|                                                       | Fachwerkhofanlage                                     | Honrath Tournisauel 55                                        | | |                  | 9               |
|                                                       | Görreshof                                             | Halberg Donrather Straße 5                                    | | |                  | 10              |
| Gammersbacher Mühle                                   | Gammersbacher Mühle                                   | Scheiderhöhe (Gammersbachtal) 1 Karte                         | Die Gammersbacher Mühle ist eine noch intakte Wassermühle am Gammersbach. Sie gehörte ursprünglich zum Haus Schönrath und beheimatet heute ein Ausflugslokal. | 1688 urkundlich erwähnt                                                                             |                  | 11              |
|                                                       | Burg Hausdorp                                         | Wahlscheid Haus Dorp 3/4                                      | | |                  | 12              |
|                                                       | Fachwerkhofanlage                                     | Lohmar Lohmarhohn 1                                           | | |                  | 13              |
| weitere Bilder                                        | Bartholomäuskirche                                    | Wahlscheid Bartholomäusstraße Karte                           | Spätbarocker Saalbau am Ursprungsort des Dorfes Wahlscheid auf dem östlichen Bergrücken des Agertals mit einem Taufbecken aus dem 12. Jahrhundert. | 1817                                                                                                |                  | 14              |
| BW                                                    | Fachwerkhofanlage                                     | Scheiderhöhe Schiffarther Straße 34 Karte                     | | |                  | 15              |
|                                                       | Fachwerkhaus                                          | Wahlscheid Wahlscheider Straße 10                             | | |                  | 16              |
|                                                       | Fachwerk-Winkelhof                                    | Wahlscheid Pastoratsweg 1 + 3                                 | | |                  | 17              |
|                                                       | Fachwerkhaus                                          | Wahlscheid Im Auelerhof 2                                     | | |                  | 18              |
|                                                       | Fachwerkhaus                                          | Wahlscheid Wahlscheider Straße 8                              | | |                  | 19              |
|                                                       | Fachwerkhofanlage                                     | Honrath Grünaggerstraße 27                                    | | |                  | 20              |
|                                                       | Fachwerkhofanlage                                     | Lohmar Kieselhöhe 1                                           | | |                  | 21              |
| Brückerhof                                            | Brückerhof                                            | Scheiderhöhe Brückerhof 1 Karte                               | | |                  | 22              |
| Fachwerkhofanlage "Neuhof"                            | Fachwerkhofanlage "Neuhof"                            | Lohmar Kirchstraße 33                                         | | 1807                                                                                                |                  | 23              |
|                                                       | Fachwerkhofanlage                                     | Lohmar Kirchstraße 27                                         | | |                  | 24              |
|                                                       | Fachwerkhofanlage                                     | Lohmar Kirchstraße 37                                         | | |                  | 25              |
|                                                       | Bachhof                                               | Lohmar Brückenstraße 12                                       | | |                  | 26              |
|                                                       | Haus Büchel                                           | Halberg Karpenbachweg 36                                      | | |                  | 27              |
| weitere Bilder                                        | Burg Schönrath                                        | Scheiderhöhe Burg Schönrath 1 Karte                           | | |                  | 28              |
| weitere Bilder                                        | Burg Sülz                                             | Scheiderhöhe Feienberg Karte                                  | | |                  | 29              |
| BW                                                    | Küsterhaus                                            | Wahlscheid Bartholomäusstraße 6 Karte                         | | |                  | 30              |
|                                                       | Fachwerkhaus mit kleiner Scheune                      | Wahlscheid Bartholomäusstraße 7                               | | |                  | 31              |
| weitere Bilder                                        | Burg Lohmar                                           | Lohmar Brückenstraße 20/22 Karte                              | | |                  | 32              |
|                                                       | Müllerhof                                             | Wahlscheid Im Müllerhof 1/2/3                                 | | |                  | 33              |
|                                                       | Fachwerkhaus                                          | Wahlscheid Wahlscheider Straße 78                             | | |                  | 34              |
|                                                       | Fachwerkhaus                                          | Wahlscheid Wahlscheider Straße 82                             | | |                  | 35              |
| weitere Bilder                                        | Schloss Auel                                          | Honrath Wahlscheid Karte                                      | | |                  | 36              |
|                                                       | Fachwerkhofanlage                                     | Wahlscheid Wahlscheider Straße 104                            | | |                  | 37              |
|                                                       | Fachwerkhofanlage                                     | Wahlscheid Heiligenstock 3/5                                  | | |                  | 38              |
|                                                       | Fachwerkhaus (ausgetragen!!!)                         | Wahlscheid Pastoratsweg 5                                     | | |                  | 39              |
| Katholische Kirche Sankt Mariä Himmelfahrt Neuhonrath | Katholische Kirche Sankt Mariä Himmelfahrt Neuhonrath | Neuhonrath Am Pfarrhof 10                                     | | |                  | 40              |
| weitere Bilder                                        | Evangelische Kirche Honrath                           | Honrath Peter-Lemmer-Weg Karte                                | | |                  | 41              |
| weitere Bilder                                        | Katholische Kirche Lohmar                             | Lohmar Kirchstraße Karte                                      | | |                  | 42              |
|                                                       | Halberger Kapelle                                     | Halberg                                                       | | |                  | 43              |
|                                                       | Fachwerkhofanlage                                     | Breidt Breidter Straße 23                                     | | |                  | 44              |
|                                                       | Haus Stolzenbach                                      | Wahlscheid Stolzenbach 1                                      | | |                  | 45              |
| weitere Bilder                                        | Bahnhof Wahlscheid                                    | Wahlscheid Wahlscheider Straße 58                             | | |                  | 46              |
|                                                       | Fachwerkhaus                                          | Inger Kreuzkauler Weg 1                                       | | |                  | 47              |
| Katholische Kapelle Heide                             | Katholische Kapelle Heide                             | Inger Kapellenstraße                                          | Die dem heiligen Franziskus Xaverius geweihte Kapelle wurde als Bruchsteinbau aus Grauwacke mit zwei Fensterpaaren und einem dreiseitigen Chorabschluss errichtet. Um 1900 wurde ein Turm aus Bruchstein mit welscher Haube hinzugefügt. Bei der Restaurierung 1975 musste das Mauerwerk des Schiffes aus konservatorischen Gründen verputzt werden und erhielt eine farbige Fassung, während der Turm aus Bruchstein unverputzt erhalten blieb. | 1840–1843                                                                                           |                  | 48              |
| Katholische Kirche Birk                               | Katholische Kirche Birk                               | Inger Birker Straße                                           | Der älteste Teil ist der gotische Chor aus der Zeit um 1260. Das Kirchenschiff, eine neugotische dreischiffige Halle, und der stark eingerückte Westturm wurden 1887/88 erbaut. | 1260; 1887/88                                                                                       |                  | 49              |
|                                                       | Fachwerkhofanlage                                     | Breidt Unterdorfstraße 15/17                                  | | |                  | 50              |
|                                                       | Fachwerkhofanlage                                     | Wahlscheid Ingersauel 9                                       | | |                  | 51              |
|                                                       | Fachwerkhaus                                          | Wahlscheid Ingersauel 4                                       | | |                  | 52              |
|                                                       | Fachwerkhofanlage                                     | Wahlscheid Inghersauel 2                                      | | |                  | 53              |
|                                                       | Fachwerkhaus                                          | Wahlscheid Naaf 4/6                                           | | |                  | 54              |
|                                                       | Fachwerkhaus                                          | Wahlscheid Ingersauel 8                                       | | |                  | 55              |
|                                                       | Fachwerkhofanlage                                     | Wahlscheid Ingersauel 3                                       | | |                  | 56              |
|                                                       | Fachwerkhofanlage                                     | Wahlscheid Büchel 4                                           | | |                  | 57              |
|                                                       | Fachwerkhofanlage                                     | Wahlscheid Bloch 1                                            | | |                  | 58              |
|                                                       | Fachwerkhaus                                          | Wahlscheid Ingersauel 16                                      | | |                  | 59              |
|                                                       | Fachwerkhaus                                          | Wahlscheid Am alten Rathaus 15                                | | |                  | 60              |
|                                                       | Fachwerkhofanlage                                     | Wahlscheid Aiselsfeld 26                                      | | |                  | 61              |
|                                                       | Holzkreuz Ostseite Kirche Birk                        | Inger Birker Straße                                           | | |                  | 62              |
|                                                       | Fachwerkhaus                                          | Wahlscheid Aiselsfeld 18                                      | | |                  | 63              |
|                                                       | Fachwerkhofanlage                                     | Honrath Dachskuhl 1 u. 3                                      | | |                  | 64              |
|                                                       | Fachwerkhofanlage                                     | Honrath Dachskuhl 2                                           | | |                  | 65              |
|                                                       | Wegekreuz aus Trachyt                                 | Inger Birker Straße/Zeithstraße                               | | |                  | 66              |
|                                                       | Fachwerkhaus                                          | Lohmar Eisenmarkt 4                                           | | |                  | 67              |
|                                                       | Wegekreuz vor Kirche Birk                             | Inger Birker Straße                                           | | |                  | 68              |
|                                                       | Fachwerkhofanlage                                     | Wahlscheid Bloch 5/6                                          | | |                  | 69              |
|                                                       | Fachwerkhaus                                          | Wahlscheid Ingersauel 10                                      | | |                  | 70              |
|                                                       | Fachwerkhofanlage                                     | Wahlscheid Bloch 2                                            | | |                  | 71              |
|                                                       | Fachwerkhofanlage                                     | Wahlscheid Bloch 3                                            | | |                  | 72              |
|                                                       | Fachwerkhaus                                          | Wahlscheid Ingersauel 14                                      | | |                  | 73              |
|                                                       | Fachwerkhofanlage                                     | Wahlscheid Aiselsfeld 9/11                                    | | |                  | 74              |
|                                                       | Fachwerkhofanlage                                     | Inger Ingerer Straße 17                                       | | |                  | 75              |
| Fachwerkhofanlage                                     | Fachwerkhofanlage                                     | Inger Ingerer Straße 24                                       | Das langgestreckte zweigeschossige Fachwerkhaus mit Satteldach steht mit der Traufseite zur Straße. In den Gefachen unter den Fenstern am südöstlichen Giebel sind Andreaskreuze eingebaut. Das Haus wurde im 17. Jahrhundert als Wohnstallhaus errichtet. Verschiedene Baustile verweisen auf mehrfache Modernisierung. Die Ständerbauweise ist im südlichen Teil erhalten. Der Dachstuhl bis zur Mitte des Hauses wurde nach einer dendrochronologischen Untersuchung 1685/86 gezimmert. Um 1740 wurde der mittlere Teil des Hauses in Stockwerkbauweise erneuert. Die Köpfe der Deckenbalken sind im Rähmbalken sichtbar. Im westlichen Teil fand 1783/84 ein Umbau statt. Der ursprünglich zum Stall gehörende Bauteil wurde vergrößert und durch eine Wand vom verkleinerten Herdraum getrennt. Die Stockwerke wurden durch Doppelung der Horizontalbalken getrennt. | 17. Jahrhundert                                                                                     |                  | 76              |
|                                                       | Fachwerkhofanlage                                     | Inger Ingerer Straße 30                                       | | |                  | 77              |
| Fachwerkhaus                                          | Fachwerkhaus                                          | Inger Ingerer Straße 38                                       | Das zweigeschossige mit der Traufseite zur Straße stehende Fachwerkhaus mit Satteldach wurde in Stockwerkbauweise errichtet. Die Traufseite hat drei, die Giebelseite zwei Fensterachsen mit gleichmäßig angeordneten Sprossenfenstern. In der Mitte der drei Fensterachsen liegt Haustür. Bei der Renovierung wurden an beiden Seiten der Tür schmale Fenster angebracht. | 1842 nach dendrochronologischer Untersuchung                                                        |                  | 78              |
|                                                       | Fachwerkhofanlage                                     | Inger Ingerer Straße 8                                        | | |                  | 79              |
| Villa Therese                                         | Villa Therese                                         | Lohmar Hauptstraße 83 Karte                                   | Die Villa Therese wurde von Gabriel Erven, einem Geschäftsmann aus Köln, erbaut. Ab 1926 wurde sie als Erholungsheim der Reichsbahn und ab 1945 als Hospital genutzt. Heute beheimatet sie die Stadtbücherei sowie die Musik- und Kunstschule. | 1896                                                                                                |                  | 80              |
| BW                                                    | Bahnhof Honrath                                       | Honrath Jexmühle Karte                                        | | |                  | 81              |
|                                                       | Fachwerkhofanlage                                     | Inger Winkel 1                                                | | |                  | 82              |
|                                                       | Haus Freiheit – Hofanlage                             | Inger Ingerer Straße 41                                       | | |                  | 83              |
| Fachwerkschulgebäude                                  | Fachwerkschulgebäude                                  | Honrath Zum Kammerberg 20                                     | Das älteste Schulgebäude der Stadt Lohmar wurde von Privatleuten in den 90er Jahren aufwändig saniert. Erstmals urkundlich erwähnt wurde die Schule Honrath bereits um 1581. Ein späterer Klassenanbau aus 1838/1839 wurde nach dem Umzug in den Schulneubau „Zum Kammerberg 1“ 1928 abgerissen. Der Heimat- und Kulturverein Lohmar-Ort e. V. hat 1987 einen eigenen Band mit der Nr. 10 über die Schule (Alt-)Honrath herausgegeben. | erbaut um 1740                                                                                      |                  | 84              |
|                                                       | Fachwerkanwesen                                       | Wahlscheid Bloch 4                                            | | |                  | 85              |
|                                                       | Wegekreuz                                             | Breidt (Geber an der K 37)                                    | | |                  | 86              |
|                                                       | Steinwegekreuz Kreuzhäuschen                          | Halberg Am Eichelbusch                                        | | |                  | 87              |
|                                                       | Wegestock Deesem                                      | Breidt Oststraße/Mittelstraße                                 | | |                  | 88              |
|                                                       | Steinwegekreuz Grimberg                               | Halberg Röllberger Straße                                     | | |                  | 89              |
|                                                       | Steinwegekreuz Donrath                                | Halberg Donrather Straße                                      | | |                  | 90              |
|                                                       | Wegestock Ungertz                                     | Halberg (Auf dem Ungertzfeld)                                 | | |                  | 91              |
|                                                       | Steinwegekreuz Krahwinkel                             | Breidt Krahwinkeler Straße 12                                 | | |                  | 92              |
|                                                       | Fachwerkhaus                                          | Breidt Im alten Breidt 11                                     | | |                  | 93              |
|                                                       | Fachwerkhaus                                          | Breidt Am alten Garten 5                                      | | |                  | 94              |
| Schulgebäude Birk                                     | Schulgebäude Birk                                     | Inger Birker Straße 8                                         | Das auf einem Schulhof stehende zweigeschossige Backsteingebäude wurde 1846 erbaut. Als zweiklassige Volksschule besaß es zwei Klassenräume und eine Lehrerwohnung. Das Gebäude ist heute ein Teil der weiteren Schulgebäude der seit 1972 bestehenden Gemeinschaftsgrundschule Birk. | 1846                                                                                                |                  | 95              |
|                                                       | Schulgebäude Breidt                                   | Breidt Breidter Straße 5                                      | | |                  | 96              |
|                                                       | Bachermühle                                           | Honrath Neuhonrath Bachermühle 3                              | | |                  | 97              |
| Pastorat Neuhonrath                                   | Pastorat Neuhonrath                                   | Honrath Am Pfarrhof 5                                         | | |                  | 98              |
|                                                       | Fachwerkhaus                                          | Honrath Am Pfarrhof 17                                        | | |                  | 99              |
|                                                       | Schulgebäude                                          | Honrath Am Pfarrhof 22                                        | | |                  | 100             |
|                                                       | Schulnebengebäude                                     | Honrath Am Pfarrhof 19                                        | | |                  | 101             |
|                                                       | Schulgebäude                                          | Honrath Am Pfarrhof 28                                        | | |                  | 102             |
|                                                       | Fachwerkhofanlage                                     | Wahlscheid Hausdorp Nr. 1                                     | | |                  | 103             |
|                                                       | Fachwerkhofanlage                                     | Wahlscheid Hausdorp Nr. 8                                     | | |                  | 104             |
|                                                       | Fachwerkgebäude                                       | Lohmar Kirchstraße 35                                         | | |                  | 105             |
|                                                       | Fachwerkkate (ausgetragen!!!)                         | Honrath Schachenaueler Str. 7                                 | | |                  | 106             |
| weitere Bilder                                        | Fachwerkhaus Krebsauel                                | Honrath Schachenaueler Straße 56 Karte                        | Das Fachwerkhaus liegt am Radweg Wahlscheid ↔ Neuhonrath in Krebsauel. Gemarkung Honrath - Flur 11 / Nr. 637. | 1653                                                                                                |                  | 107             |
|                                                       | Alter Friedhof an der katholischen Kirche             | Honrath Am Pfarrhof                                           | | |                  | 108             |
|                                                       | Sandsteinkreuz Neuhonrath                             | Honrath (Auf dem Kalvarienb)                                  | | |                  | 109             |
| Steinwegekreuz                                        | Steinwegekreuz                                        | Honrath Honsbacher Straße 34 Karte                            | Das Wegekreuz steht in Honsbach, Gemarkung Honrath - Flur 2 / Nr. 55 | unbekannt                                                                                           |                  | 110             |
| Sandsteinkreuz                                        | Sandsteinkreuz                                        | Honrath Honsbacher Straße/Von-der-Ley-Straße Karte            | Inschrift: „Sei gegrüsst du Kreuz unsere einzige Hoffnung. Errichtet im Jahre 1888“. Lage: Honsbach, Gemarkung Honrath - Flur 2 / Nr. 24. | 1888                                                                                                |                  | 111             |
|                                                       | Wegestock Neuhonrath                                  | Honrath Kesselstraße                                          | | |                  | 112             |
| BW                                                    | Fußfall Holl                                          | Honrath Oberstehöhe Straße Karte                              | | 1719                                                                                                |                  | 113             |
|                                                       | Fachwerkwohngebäude                                   | Honrath (Hof Rosauel) 1                                       | | |                  | 114             |
|                                                       | Fachwerkhofanlage                                     | Honrath Birken 35/37                                          | | |                  | 115             |
|                                                       | Fachwerkwohngebäude                                   | Wahlscheid (Hof Katharinenbach) 1                             | | |                  | 116             |
|                                                       | Fachwerkhaus (ausgetragen!!!)                         | Honrath Hof Birken Birken 2                                   | | |                  | 117             |
| BW                                                    | Fabrikgebäude Aggerhütte                              | Honrath Aggerhütte Karte                                      | | |                  | 118             |
| Fachwerkhaus                                          | Fachwerkhaus                                          | Muchensiefen Am Schlagbaum 2 Karte                            | | |                  | 119             |
|                                                       | Fachwerkhofanlage                                     | Honrath Neuenhof 1                                            | | |                  | 120             |
|                                                       | Steinwegekreuz                                        | Honrath Bombach 8                                             | | |                  | 121             |
|                                                       | Fachwerkhofanlage                                     | Honrath Bombach 10                                            | | |                  | 122             |
|                                                       | Fachwerkhofanlage                                     | Honrath Bombach 29                                            | | |                  | 123             |
|                                                       | Fachwerkhofanlage                                     | Honrath Im Brannenfeld 17                                     | | |                  | 124             |
|                                                       | Fachwerkhaus                                          | Honrath Stöcken 33                                            | | |                  | 125             |
|                                                       | Fachwerkhaus                                          | Honrath Fuchsweg 4                                            | | |                  | 126             |
|                                                       | Fachwerkhaus (ausgetragen!!!)                         | Honrath Fuchsweg 6                                            | | |                  | 127             |
|                                                       | Schule Honrath von 1928/29                            | Honrath Zum Kammerberg 1                                      | | |                  | 128             |
|                                                       | Evangelisches Pfarrhaus                               | Honrath Peter-Lemmer-Weg 10                                   | | |                  | 129             |
| weitere Bilder                                        | Fachwerkhaus                                          | Honrath (Hof Windlöck) 1 Karte                                | Gemarkung Honrath - Flur 7 / Nr. 70 | erste urkundliche Nennung 1644                                                                      |                  | 130             |
|                                                       | Fachwerkwohngebäude Meinenbroich                      | Honrath (Hof Meinenbroich) 1                                  | | |                  | 131             |
|                                                       | Fachwerkhaus                                          | Honrath Klausenweg 16                                         | | |                  | 132             |
| Pfarrhaus                                             | Pfarrhaus                                             | Inger Birker Straße 10                                        | Das zweigeschossige Fachwerkhaus wurde auf einem Sockel aus Bruchstein in Stockwerkbauweise erbaut. Das Walmdach ist mit Schiefer gedeckt. Die Fenster haben Oberlichter und sind mit Schlagläden versehen. Der überdachte Eingang liegt an der Westseite zur Kirche hin. | |                  | 133             |
|                                                       | Wegekreuz                                             | Scheiderhöhe Schiefenbergweg                                  | | |                  | 134             |
|                                                       | Fachwerkstallhaus                                     | Scheiderhöhe Schiefenbergweg 13                               | | |                  | 135             |
|                                                       | Wegestock                                             | Scheiderhöhe Hammerschbüchel                                  | | |                  | 136             |
|                                                       | Fachwerkhofanlage                                     | Scheiderhöhe Hammerschbüchel 1/2                              | | |                  | 137             |
|                                                       | Katholische Kirche                                    | Scheiderhöhe Scheiderhöher Straße                             | | |                  | 138             |
|                                                       | Fachwerkhofanlage                                     | Wahlscheid Röttgen 2                                          | | |                  | 139             |
|                                                       | Fachwerkgaststätte m. angrenzendem Saal               | Honrath Rösrather Straße 1                                    | | |                  | 140             |
| Steinwegekreuz                                        | Steinwegekreuz                                        | Muchensiefen Am Schlagbaum Karte                              | | |                  | 141             |
|                                                       | Fachwerkhaus                                          | Muchensiefen Am Schlagbaum 6                                  | | |                  | 142             |
|                                                       | Fachwerkhaus                                          | Muchensiefen Am Schlagbaum 22                                 | | |                  | 143             |
|                                                       | Fachwerkhaus                                          | Muchensiefen Am Schlagbaum 28                                 | | |                  | 144             |
|                                                       | Fachwerkhaus                                          | Muchensiefen Am Schlagbaum 3/5                                | | |                  | 145             |
|                                                       | Fachwerkhaus                                          | Muchensiefen Am Schlagbaum 14                                 | | |                  | 146             |
|                                                       | Fachwerkhofanlage                                     | Inger Am Bungartsberg 9                                       | | |                  | 147             |
|                                                       | Fachwerkhaus                                          | Wahlscheid Aiselsfeld 28                                      | | |                  | 148             |
| Fachwerkhaus                                          | Fachwerkhaus                                          | Wahlscheid Klefhauser Straße 30                               | 1992 wurde das Fachwerkhaus von Stefan John vom Amt für Agrarwirtschaft erworben. 2010 wurde der Dachstuhl erneuert. | 17. Jahrhundert                                                                                     |                  | 149             |
|                                                       | Wohngebäude                                           | Scheiderhöhe Scherferhof 1                                    | | |                  | 150             |
|                                                       | Fachwerkhofanlage                                     | Scheiderhöhe Oberscheid 4                                     | | |                  | 151             |
| BW                                                    | Fachwerkhofanlage                                     | Scheiderhöhe Schiffarther Straße 28 Karte                     | | |                  | 152             |
|                                                       | Fachwerkhofanlage                                     | Scheiderhöhe Klasberg 2                                       | | |                  | 153             |
|                                                       | Fachwerkkate (ausgetragen!!!)                         | Lohmar Alte Lohmarer Straße 12                                | | |                  | 154             |
|                                                       | Fachwerkgaststätte „Zur Sonne“                        | Wahlscheid Weeg 11                                            | heute heißt die Gaststätte „Vier Jahreszeiten“, zwischenzeitlich hieß sie „Olive“ | |                  | 155             |
|                                                       | Fachwerkhofanlage                                     | Wahlscheid Weeg 15                                            | | |                  | 156             |
|                                                       | Eisenbahn-Viadukt                                     | Honrath Bombach                                               | | |                  | 157             |
|                                                       | Backsteinhaus                                         | Wahlscheid Wahlscheider Straße 7                              | | |                  | 158             |
|                                                       | Fachwerkhofanlage                                     | Scheiderhöhe Gammersbach 1                                    | | |                  | 159             |
|                                                       | Fachwerkhofanlage                                     | Scheiderhöhe Gammersbach 2                                    | | |                  | 160             |
|                                                       | Fachwerkhofanlage                                     | Scheiderhöhe Rodderhof 6                                      | | |                  | 161             |
|                                                       | Fachwerkhofanlage                                     | Scheiderhöhe Rodderhof 8                                      | | |                  | 162             |
|                                                       | Landhaus Kreuznaaf                                    | Halberg Kreuznaaf 2 A                                         | | |                  | 163             |
|                                                       | Backsteinhaus mit angrenzendem Wirtschaftstrakt       | Wahlscheid Münchhof 9                                         | | |                  | 164             |
|                                                       | Fachwerkgebäude                                       | Wahlscheid Münchhof 47                                        | | |                  | 165             |
|                                                       | Fachwerkgebäude                                       | Wahlscheid Münchhof 14/16                                     | | |                  | 166             |
|                                                       | Fachwerkhofanlage                                     | Wahlscheid Münchhof 20                                        | | |                  | 167             |
|                                                       | Fachwerkhofanlage                                     | Wahlscheid Münchhoferstraße 28                                | | |                  | 168             |
|                                                       | Fachwerkhofanlage                                     | Scheiderhöhe Scheiderhöher Straße 44/46                       | | |                  | 169             |
|                                                       | Steinwegekreuz                                        | Inger Verlängerung Hohle Gasse (Birk) im Feld Richtung Algert | | |                  | 170             |
|                                                       | Friedhof Lohmar                                       | Lohmar Kirchstraße                                            | | |                  | 171             |
|                                                       | Wegekreuz                                             | Inger Bich, Im Kreuzungsbereich Nähe Haus Nr. 4               | | |                  | 172             |
|                                                       | Wegekreuz                                             | Lohmar Brückenstraße vor Burg                                 | | |                  | 173             |
|                                                       | Kriegerdenkmal mit 3 Linden                           | Lohmar Kirchstraße                                            | | |                  | 174             |
|                                                       | Fachwerkhofanlage                                     | Honrath Hähngen 1                                             | | |                  | 175             |